# عمارة كرواتيا

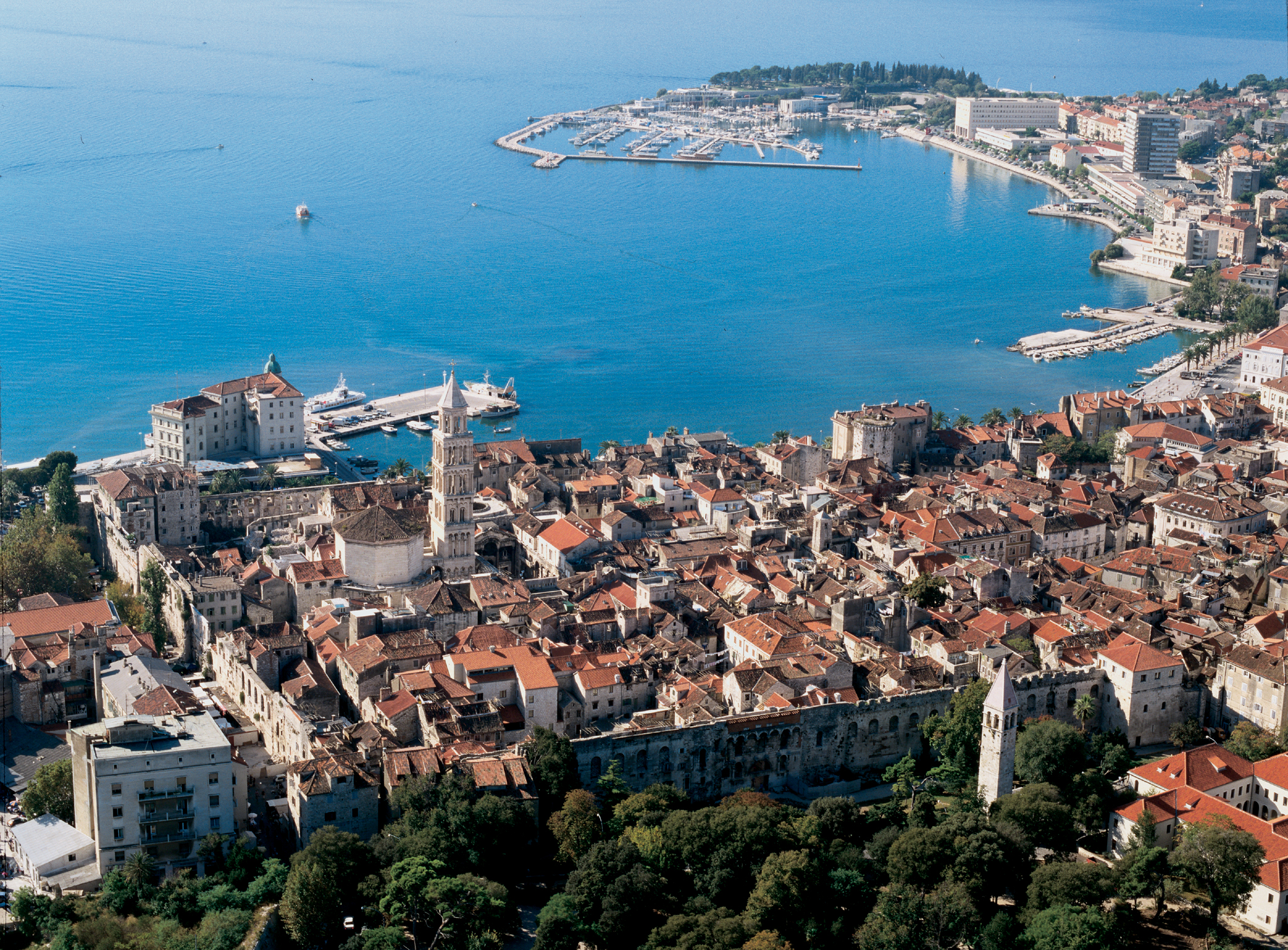

تعود جذور العمارة في كرواتيا إلى تاريخ طويل، إذ سكن شعب كرواتيا في هذه المنطقة لأربعة عشر قرنًا، إلى جانب وجود آثار مهمة تنتمي لفترات سابقة ما زالت محفوظة في الدولة.

## الإرث القديم
تنتمي اكتشافات العصر النحاسي لثقافة فوسيدول (سميت تيمنًا بفوسيدول قرب فوكوفار). عاش الناس في فوسيدول على قمم التلال المسورة بالجدران. دُفنت المنازل جزئيًا وكان معظمها مربعًا أو دائريًا (وجُمع بينها بأشكال تشبه الفطر)، مع أرضيات من الطين المحروق ومدافئ دائرية.
بدأ الإيليريون الثقافة البرونزية، وهم مجموعة عرقية ذات ثقافة وفن مميزين، بتنظيم أنفسهم فيما يُعرف اليوم باسم كرواتيا. نجت العديد من التماثيل الضخمة، بالإضافة إلى جدران معقل نازاكسيج بالقرب من بولا، التي تُعد واحدة من العديد من المدن الإسترية من العصر الحديدي.
وصل البحارة والتجار اليونانيون تقريبًا إلى كل جزء من البحر الأبيض المتوسط بما في ذلك شواطئ كرواتيا اليوم، وأسسوا هناك دول مدينة عاشوا فيها منعزلين تمامًا. مثل المدن التجارية على شواطئ البحر الأدرياتيكي مثل تراجوريون (اليوم تروغير)، سالونا (سولين بالقرب من سبليت)، إيبيشن (اليوم بوريك)، عيسى (فيس)، والتي شُكلت جميعها هندسيًا واحتوت على فيلات وموانئ ومباني عامة ومعابد ومسارح. كان الإيليريون ينظمون مراكزهم في القارة في الوقت الذي كانت فيه المستعمرات اليونانية تزدهر في الجزيرة، فتأثر فنهم بشكل كبير بالفن اليوناني، حتى أنهم نسخوا بعضًا منه. في دلتا نيريتفا تأثير مهم للقبيلة الهيلينية الإيليرية في داورز.
أخضع الرومان  مدن المستعمرات اليونانية في القرن الثالث قبل الميلاد، وفرضوا منظمة قائمة على نظام عسكري. علاوة على ذلك، أخضع الرومان الإيليريين في القرن الأول قبل الميلاد ونظموا المنطقة الساحلية بأكملها عن طريق تحويل القلاع إلى مدن حضرية. بعد ذلك، أصبح تاريخ هذه الأجزاء هو تاريخ المقاطعات الإيليرية في الإمبراطورية الرومانية. تُظهر العديد من الفيلات الريفية والمستوطنات الحضرية الجديدة (الأكثر إثارة للإعجاب هي فيريج في بريجوني وبولا وتروغير والتي هي تراجوريون بشكل رسمي)، المستوى العالي من التحضر الروماني. كان هناك ما لا يقل عن ثلاثين مدينة حضرية في إستريا وليبورنيا ودالماسيا مع المواطنة الرومانية (سيفيتاس). أفضل شبكات الشوارع الرومانية التي مازالت حتى اليوم (ديكامانوس/كاردو) هي تلك الموجودة في إيبيشن (بوريك) وجادر (زادار). تأسست أكثر الآثار الرومانية التي نجت بشكل ممتاز في بولا، في القرن الأول وكانت مخصصة ليوليوس قيصر، وتميزت بأنها مليئة بالفن الروماني الكلاسيكي مثل الجدران الحجرية وبوابتي المدينة ومعبدين في المنتدى وبقايا من المسارح إلى جانب القوس الذي يعود تاريخه إلى 30 ميلادي ومعبد أوغست الذي بُني في السنة الثانية وحتى 14 بعد الميلاد، وأخيرًا المسرح الروماني (ما يُسمى أرينا) من القرن الثاني. أصبحت مدينة سالونا في القرن الثالث الميلادي أكبر مدينة (يوجد فيها 40 ألف نسمة) وأهم مدينة في دالماسيا. بُني قصر ديوكلتيانوس بالقرب من مدينة الإمبراطور ديوكلتيانوس المولود في سالونا نحو عام 300 ميلادي، وهو أكبر نصب للعمارة العتيقة في العالم.
يمكننا تتبع العديد من التأثيرات المختلفة للإمبراطورية بأكملها من خلال مساراتها وقببها وأضرحتها وأروقتها وساحاتها. أصبحت سالونا مركز المسيحية لكامل غرب البلقان في القرن الرابع، امتلكت العديد من البازيلكات والمقابر وقديسين هما دومينوس (دوجي) وأناستاسيوس (ستاس).
تُعد بازيليكا يوفريجيان في بوريك من القرن السادس واحدة من البازيلكات القليلة المحفوظة في أوروبا الغربية (إضافة إلى تلك الموجودة في رافينا) وتنتمي لفترة البيزنطية المبكرة. جلبت العصور الوسطى المبكرة الهجرة الكبيرة للسلاف، وربما كانت هذه الفترة عصرًا داكنًا بالمعنى الثقافي حتى التشكيل الناجح للدول السلافية التي تعايشت مع المدن الإيطالية وبقيت على الساحل وأصبح كل منها على غرار البندقية.

## العصور الوسطى المبكرة
جاء الكرواتيون مع السلاف والآفار الآخرين من شمال أوروبا إلى المنطقة التي يعيشون فيها اليوم في القرن السابع. امتلكوا مستوى الثقافة البدوية في العصر الحديدي لذلك لم يعرفوا كيف يتمتعون بمزايا المدن الحضرية. كان هذا السبب وراء سكنهم لأول مرة في حدود المدينة بالقرب من الأنهار (مثل جادرو بالقرب من سالونا الرومانية).
كان الكرواتيون منفتحين على الفن والثقافة الرومانية وقبل كل شيء على المسيحية. بُنيت الكنائس الأولى كملاذات ملكية وكان تأثير الفن الروماني أقوى في دالماسيا حيث التحضر أكثر كثافة وحيث امتلكت المنطقة أكبر عدد من المعالم الأثرية. بدأ تجاهل هذا التأثير بشكل تدريجي وظهر تبسيط معين وتغيير للأشكال الموروثة حتى في تشكيل المباني الأصلية. بُنيت جميع الكنائس (اثني عشر كبيرة ومئات منها صغيرة الحجم) باستخدام الحجر المقطوع (يُسمى أصلًا لومليناك) يحيط به طبقة سميكة من الملاط من الخارج. كانت الكنائس الكبيرة طولانية مع صحن واحد أو ثلاثة مثل كنيسة القديس المخلص على منبع نهر ستينا، والتي بُنيت في القرن التاسع. تحتوي الكنيسة على دعامات قوية دائرية تُعطي إحساسًا بالإثراء يؤكده برج الجرس القوي الموجود أمام المدخل.
تحتوي الكنائس الأصغر غالبًا على عدة حنيات. تُعد كنيسة القديس دوناتوس في زادار أكبر كنيسة مركزية وأكثرها تعقيدًا بُنيت في القرن التاسع. هناك صحن حول مركزها الدائري الذي يعلوه قبة، يأخذ شكل حلقة بثلاث حنيات موجهة نحو الشرق، يتكرر هذا الشكل في الطابق الثاني مشكلًا معرضًا. لا يًمكن مقارنة كنيسة القديس دوناتوس إلا بكنيسة شارلمان في آخن في تلك الفترة، بسبب حجمها وجمالها العظيمين.
زُينت أسوار ونوافذ المذبح في هذه الكنائس بكثافة بزخرفة شبيهة بالسلسلة وهي شفافة ومسطحة تُسمى بليتر (تُشبه الحياكة). أُخذت هذه النقوش عن الفن الروماني (موجات، أوتار ثلاثية متشابكة ومخمسات وشبكة من المعينات وغيرها). استخدم الرومان هذه النقوش لتشكيل إطارات من النحت فقط، بينما ملأت هذه النقوش السطح بأكمله في العصور المظلمة. ظهرت في بعض الأحيان شخصيات من الكتاب المقدس إلى جانب هذه النقوش، مثل النقش النافر في نيدجيليكا المقدسة في زادار، ثم سيطر عليها نمطهم. حدث ذلك أيضًا للنقوش في النص الكرواتي المبكر (الغلاغوليتسية). سرعان ما استبدلت بالكتابات الغلاغوليتسية اللاتينية في كل من النقوش على الأسوار ومذابح الكنائس الكرواتية القديمة. تُشير هذه النقوش عادة إلى أولئك الذين كُرست الكنيسة لهم ولمن بناها، ويُذكر متى بنيت وكذلك من كان المسؤول عن بنائها. كانت هذه هي الطريقة التي ينسجم بها «الوافدون الجدد البربريون» مع السكان الأصليين.
فقدت كرواتيا استقلالها بالانضمام إلى الدولة المجرية في القرن الثاني عشر، لكنها لم تفقد روابطها مع الجنوب والغرب. بدلًا من ذلك، ضمنت بداية حقبة جديدة من التأثير الثقافي لأوروبا الوسطى.